# جری هالیول
جرالدین استل هالیول (به انگلیسی: Geraldine Estelle Halliwell)، با نام کوتاه جری هالیول (به انگلیسی: Geri Halliwell)، (زاده: ۶ اوت ۱۹۷۲)، یک خواننده، ترانه‌سرا، نویسنده کتاب بچه‌ها و بازیگر انگلیسی است که به خاطر عضویتش در اسپایس گرلز مشهور شد. جری هالیول در سال ۱۹۹۸ از این گروه جدا شد و به صورتی تک به فعالیت خود ادامه داد و سه آلبوم به صورت انفرادی منتشر کرد که حاصل آنها ۹ سینگل می‌باشد و از این تعداد ۴ سینگل به مقام نخست در جدول برترین ترانه‌ها در انگلیس دست یافت. از آلبوم‌های انفرادی او تا به حال بیش از ۱۲ میلیون کپی در سراسر جهان فروش رفته‌اند.

## آلبومهای تکی
- Schizophonic (1999)
- Scream If You Wanna Go Faster(2001)
- Passion (2005)

## تک‌آهنگ‌ها
- (Look at Me (1999
- (1999) Mi Chico Latino
- (1999) Lift Me Up
- (2000) Bag It Up
- (2001) It's Raining Men
- (2001) Scream if You Wanna Go Faster
- (2001) Calling
- (2005) Ride It
- (2005) Desire

## فیلم
- (1997) (Spice World - Herself (Ginger Spice
- (2003) (Sex and the City - Phoebe Moore (1 Episode
- (2004) The Fat Slags - Paige Stonach
- (2009) Crank: High Voltage - Debbie Spellman